# Несторови папагали
Несторовите папагали (Nestor) са род птици. Те са единствения род на подсемейство Nestorinae.
| Nestor                                                                           | Nestor                                         | Nestor | Nestor |
| Название                                                                         | Изображение                                    | Описание | Ареал |
| -------------------------------------------------------------------------------- | ---------------------------------------------- | --- | --- |
| кеа (Nestor notabilis)                                                           |                                                | 48 см дължина. В окраската преобладават маслинено-зелени тонове. Пера с тъмни върхове. Клюн и крака тъмнокафяви. Клюнът на мъжкия е по дълъг. | Нова Зеландия: Южен остров Обитава високопланинските гори на 850 – 1400 м надм. височина.                                 |
| Новозеландски кака, подвид meridionalis (Nestor meridionalis meridionalis)       |                                                | Отличава се от подвида septentrionalis с по малки размери, по ярка окраска и почти бяла „корона“ на главата.                                  | Нова Зеландия: Южен остров Обитава планинските гори, през лятото на 450 – 850, през зимата на 0 – 550 м надм.височина.    |
| Новозеландски кака, подвид septentrionalis (Nestor meridionalis septentrionalis) |                                                | Около 45 см дължина. В окраската преобладават маслинено-кафяви цветове, перата са с тъмни върхове. Бузи златисто-кафяви. „Короната“ е сива.   | Нова Зеландия: Северен остров Обитава планинските гори, през лятото на 450 – 850, през зимата на 0 – 550 м надм.височина. |
| Норфолкски кака (Nestor productus) Видът е изчезнал около 1851 г.                |                                                | Около 38 см дължина. В окраската преобладавали маслинено-кафяви нюанси. Бузи и гърло – червено-оранжеви, гърдите със сламено-червеникав цвят. | Бил е ендемит на австралийските острови Норфолк и Филип.                                                                  |
| Чатъмски кака (Nestor sp.) Видът е изчезнал през периода 1550 – 1700 г.          | Външен вид неизвестен, вероятно е летял слабо. | Известен е само по вкаменели останки. | Бил е ендемит на новозеландския остров Чатъм.                                                                             |